# Autodeterminación y Libertad

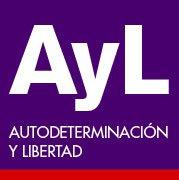
Logotipo alternativo de AyL

Autodeterminación y Libertad es un partido político argentino de izquierda fundado en 2001 por el exdiputado nacional Luis Zamora.
El partido tiene personería jurídica (y participa electoralmente) en la Ciudad de Buenos Aires.

## Historia

### Origen
Fue fundado en 2001, por Zamora, junto a otros intelectuales y políticos de extrema izquierda, con el nombre de Autodeterminación y Libertad, con el objetivo principal de difundir, alentar, y apoyar las ideas de la autoorganización del pueblo trabajador y la auto-dirección de la clase trabajadora como camino imprescindible hacia el socialismo.
En la ciudad de Buenos Aires, durante las elecciones legislativas de 2001, Zamora fue elegido diputado con el 10,13% de los votos.
Como diputado fue autor de numerosos proyectos y declaraciones, como por ejemplo: el repudio a la visita del presidente norteamericano George W. Bush, una declaración contra la tortura en Irak y un proyecto sobre despenalización del Aborto (muy similar al que ya había presentado en el año 1993). Y demás proyectos como: Producción Pública de Medicamentos Gratuitos; Prohibición de Inversiones Extranjeras, Anulación de protección de las mismas y retiro del CIADI; No pago de la Deuda externa; Anulación de las Leyes Secretas; Prohibición de la Minería a cielo abierto y anulación del tratado binacional con Chile; Apoyo a las asambleas de Esquel y Andalgalá; Reivindicación del levantamiento del Gueto de Varsovia; Retiro de las tropas en Haití, entre muchos otros.

### Ideología
El partido nace de una tradición trotskista. Expresa su rechazo al capitalismo, defendiendo el socialismo, el internacionalismo, los caminos hacia el horizontalismo y los principios de autodeterminación, autoorganización y autodirección de los pueblos. Se posiciona en la extrema izquierda.

### Desempeño electoral
Autodeterminación y Libertad ha intervenido en muchas de las elecciones que se realizaron entre 2001 y la actualidad, pero solo lo ha hecho en el distrito de la Ciudad de Buenos Aires.
Elecciones Legislativas de la Ciudad de Buenos Aires del año 2001
En las elecciones legislativas de 2001, Autodeterminación y Libertad obtuvo el 10,13% de los votos y logró así que 2 diputados ingresen al Congreso Nacional.
Elecciones Legislativas y a Jefe de Gobierno de la Ciudad de Buenos Aires del año 2003
En las elecciones a Jefe de Gobierno del año 2003, Autodeterminación y Libertad obtuvo el 12,3% de los votos y logró establecerse, aunque no por mucho tiempo, como la tercera fuerza política de la Ciudad de Buenos Aires, obteniendo 8 bancas en la Legislatura. En el balotaje de estas elecciones entre Mauricio Macri y Aníbal Ibarra, Autodeterminación y Libertad optó por rechazar a ambos candidatos.
Elecciones Legislativas de la Ciudad de Buenos Aires del año 2005
En las elecciones Legislativas de 2005, Autodeterminación y Libertad obtuvo el 3,53% de los votos y perdió así todas sus bancas excepto la de un legislador porteño.
Elecciones Legislativas y a Jefe de Gobierno de la Ciudad de Buenos Aires del año 2007
En el año 2007, Autodeterminación y Libertad no se presentó a elecciones. 
Elecciones Legislativas de la Ciudad de Buenos Aires del año 2009
En las elecciones Legislativas de 2009, Autodeterminación y Libertad volvió a presentarse como alternativa en la Ciudad de Buenos Aires, pero no consiguió ninguna banca, ya que sólo obtuvo el 2,06% de los votos.
Elecciones Legislativas y a Jefe de Gobierno de la Ciudad de Buenos Aires del año 2011
En las elecciones a Jefe de Gobierno del año 2011, Autodeterminación y Libertad obtuvo uno de sus peores resultados electorales, al obtener solamente el 1,47% de los votos.
Elecciones Legislativas de la Ciudad de Buenos Aires del año 2013
En las elecciones Legislativas de 2013, Autodeterminación y Libertad aumentó considerablemente su caudal de votos, obteniendo 3,3% en las elecciones PASO (Primarias Internas Abiertas y Obligatorias) y 4,7% en la ronda final, triplicando el caudal de votos obtenido dos años atrás, pero sin obtener ninguna banca.
Elecciones Legislativas y a Jefe de Gobierno de la Ciudad de Buenos Aires del año 2015
En las elecciones a Jefe de Gobierno y Legisladores de la Ciudad de Buenos Aires del año 2015, Autodeterminación y Libertad obtuvo la cuarta posición con Luis Zamora como candidato a Jefe de Gobierno, al obtener el 3,95% de los votos. Fernando Vilardo encabezó la lista de Legisladores y fue elegido legislador para el período 2015-2019. Junto a su partido, Fernando Vilardo llamó a votar en blanco en el balotaje entre Horacio Rodríguez Larreta (PRO) y Martín Lousteau (UCR-CC-PS), por ser las dos opciones parte de la misma alianza a nivel nacional. En esta elección, el voto en blanco obtuvo su marca récord en la Ciudad de Buenos Aires.
Elecciones Legislativas de la Ciudad de Buenos Aires del año 2017
En las Elecciones legislativas de Argentina de 2017, Autodeterminación y Libertad presentó como primer candidato a diputado nacional a Luis Zamora y como primeros candidatos a Legisladores por la Ciudad de Buenos Aires a Marta Martínez y Sergio Sallustio. Logró mejorar la elección de 2015 y llevar a Marta Martínez a la Legislatura, conformando así un bloque de dos diputados junto a Fernando Vilardo.

## Resultados electorales

### Jefe de Gobierno
| Año  | Formula          | Formula              | Primera vuelta | Primera vuelta | Resultado | Nota                  |
| Año  | Jefe de Gobierno | Vicejefe de Gobierno | votos          | %              | Resultado | Nota                  |
| ---- | ---------------- | -------------------- | -------------- | -------------- | --------- | --------------------- |
| 2003 | Luis Zamora      | Sergio Daniel Molina | 216.168        | 12,29          | No electo |                       |
| 2007 |                  |                      |                |                |           | No se presentó        |
| 2011 | Luis Zamora      | Cecilia Paul         | 26.067         | 1,47           | No electo |                       |
| 2015 | Luis Zamora      | Sergio Sallustio     | 72.149         | 3,95           | No electo |                       |
| 2019 |                  |                      |                |                |           | No pasó las primarias |

### Legisladores de la ciudad
| Año  | Votos   | %     | Bancas ganadas | Total de bancas | Nota |
| ---- | ------- | ----- | -------------- | --------------- | --- |
| 2003 | 217.583 | 12,54 | 8/60           | 8/60            | Noemí Oliveto, Héctor Bidonde, Sergio Molina, Patricia Flores, Rubén Devoto, Daniel Betti, Susana Etchegoyen y Tomás Devoto |
| 2005 | 62.450  | 3,51  | 1/30           | 5/60            | Gerardo Jose Romagnoli |
| 2007 |         |       |                | 1/60            | No se presentó |
| 2009 | 37.128  | 2,05  | 0/30           | 0/60            | |
| 2011 | 26.843  | 1,52  | 0/30           | 0/60            | |
| 2013 | 51.793  | 2,76  | 0/30           | 0/60            | |
| 2015 | 72.698  | 3,96  | 1/30           | 1/60            | Fernando Vilardo |
| 2017 | 75.695  | 3,94  | 1/30           | 2/60            | Marta Martínez |
| 2019 |         |       |                | 1/60            | No pasó las primarias |
| 2021 | 58.093  | 3,05  | 0/30           | 0/60            | |

### Legisladores nacionales

#### Diputados
| Año  | Votos   | %     | Bancas ganadas | Total de bancas | Nota                               |
| ---- | ------- | ----- | -------------- | --------------- | ---------------------------------- |
| 2001 | 135.361 | 10,13 | 2/13           | 2/25            | Luis Zamora y José A. Rosselli     |
| 2003 | 208.238 | 12,02 | 2/12           | 4/25            | Marta de Brasi y Carlos Tinnirello |
| 2005 | 63.320  | 3,53  | 0/13           | 2/25            |                                    |
| 2007 |         |       |                |                 | No se presentó                     |
| 2009 | 37.507  | 2,06  | 0/13           | 0/25            |                                    |
| 2011 |         |       |                |                 | No se presentó                     |
| 2013 | 69,447  | 3,79  | 0/13           | 0/25            |                                    |
| 2015 | 68.248  | 3,49  | 0/12           | 0/25            |                                    |
| 2017 | 82.977  | 4,30  | 0/13           | 0/25            |                                    |
| 2019 | 24.685  | 1,23  | 0/12           | 0/25            |                                    |
| 2021 | 56.369  | 3,06  | 0/12           | 0/25            |                                    |

#### Senadores
| Año  | Votos  | %    | Bancas ganadas | Total de bancas | Nota                  |
| ---- | ------ | ---- | -------------- | --------------- | --------------------- |
| 2001 | 92.647 | 6,85 | 0/3            | 0/3             |                       |
| 2007 |        |      |                |                 | No se presentó        |
| 2013 | 46.638 | 2,57 | 0/3            | 0/3             |                       |
| 2019 |        |      |                |                 | No pasó las primarias |